# Lumumba (Getränk)

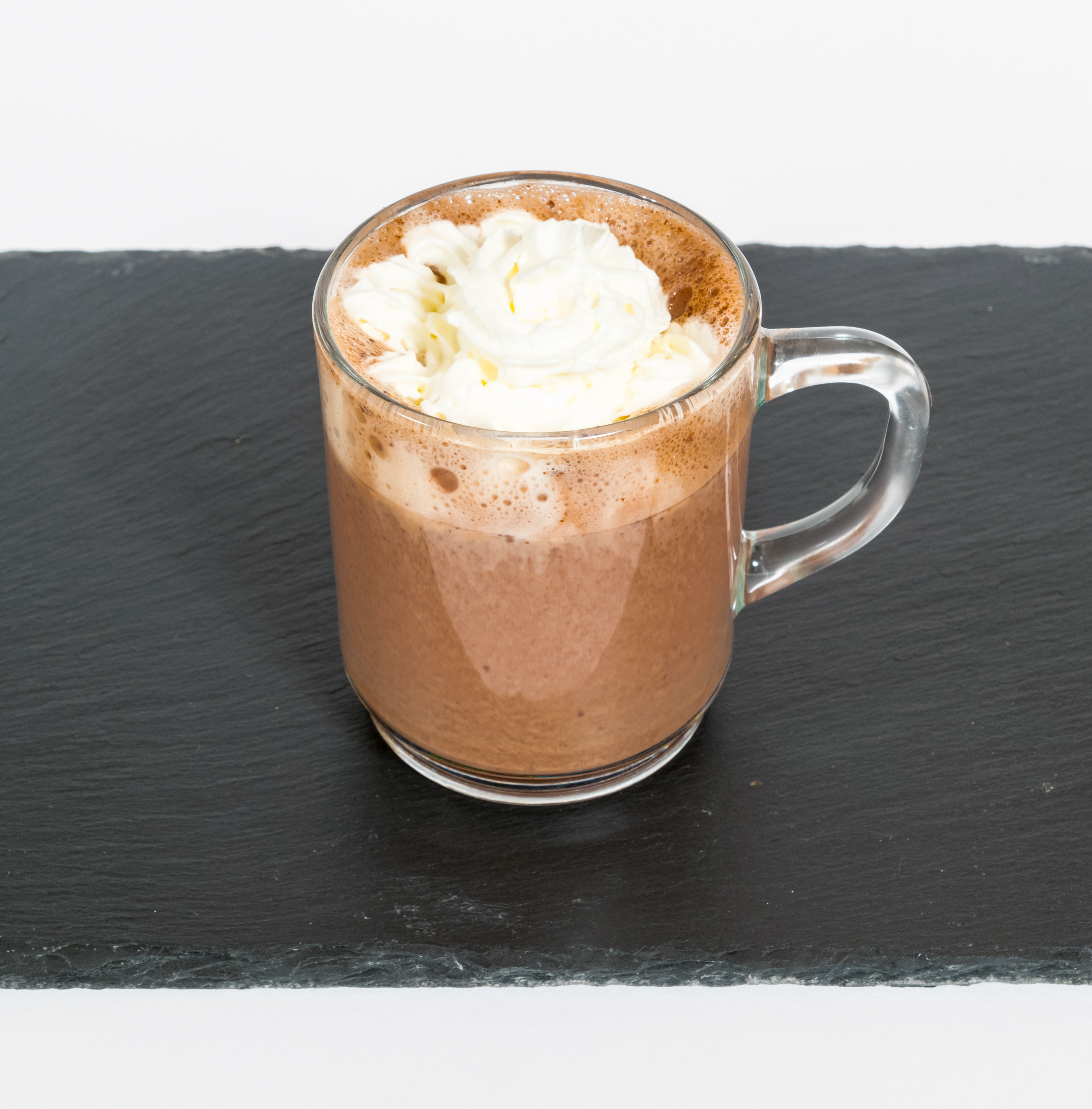
Lumumba

Lumumba ist ein alkoholisches Mischgetränk. Es besteht aus heißem oder kaltem Kakao mit einem Schuss Rum, manchmal zusätzlich mit Schlagsahne. Statt Rum kann auch Weinbrand oder Amaretto zugegeben werden.

## Namensherkunft
Die Herkunft des Namens des Getränkes ist nicht abschließend geklärt. Laut der Journalistin Irene Brickner leitet er sich vom kongolesischen sozialistischen Politiker Patrice Lumumba ab. Das Getränk soll später innerhalb der Linken mit „solidarischem Beiklang“ verbunden worden sein.

## Verbreitung
Abweichend davon ist das Getränk in Norddeutschland und besonders in Nordfriesland sowie in den Niederlanden und Dänemark unter dem Namen Tote Tante (dänisch Død tante) verbreitet. Diese Bezeichnung geht auf eine Legende von der Insel Föhr zurück, nach der die Urne mit der Asche einer in Amerika verstorbenen Föhrerin in einer Kakaokiste auf die Insel zurückgekehrt sein soll. Literarisch fand das Getränk Eingang in den Kriminalroman Dreimal Tote Tante von Krischan Koch.